# 布巻峻介
布巻 峻介（ぬのまき しゅんすけ、1992年7月13日 - ）は、ジャパンラグビーリーグワンの埼玉パナソニックワイルドナイツに所属する、コーチ兼ラグビー選手。

## 略歴
福岡県出身。コカ・コーラレッドスパークスの選手だった父親の影響もあり、4歳からラグビーを始め、東福岡高校時代は1年から花園に出場。高校日本代表にも選ばれた。
2011年、早稲田大学スポーツ科学部に入学する
2012年、U20日本代表に選ばれた。大学3年時に、バックスからとフランカーへ転向した。
2014年、早稲田大学ラグビー蹴球部の副将に就任した。
2015年、パナソニック ワイルドナイツ（現・埼玉パナソニックワイルドナイツ）に加入。同年11月13日に行われたジャパンラグビートップリーグ第1節のサントリーサンゴリアス戦にて途中出場で公式戦初出場を果たす。
2016年11月12日に行われたリポビタンDツアー2016第1戦ジョージア戦にて先発出場で日本代表初キャップを獲得した。
2017年1月にはスーパーラグビーサンウルブズの2017年スコッドに入った。
2017年、パナソニック ワイルドナイツの主将を務めた。

## 受賞歴
- 2016-17 ベストフィフティーン